# Francesco Robba
Francesco Robba (Venecija, 1. svibnja 1698. – Zagreb, 24. siječnja 1757.) bio je znani talijanski barokni kipar koji je najveći dio svog života proveo radivši po Sloveniji, južnoj Austriji i Hrvatskoj. 

## Životopis
Francesco Robba kiparski nauk savladao je u Veneciji u botegi kipara Pietra Baratte od 1711. do 1716. Kao mlad čovjek (22 god.) se preselio u Ljubljanu 1720., na poziv slovenskog klesara i kipara Luke Misleja. Ubrzo se i oženio njegovom kćerkom Terezom 1722. i tako učvrstio svoje poslovne veze.
U njegovim ranim djelima još je vidljiv veliki utjecaj njegova učitelja Pietra Baratte. Nakon što mu je umro tast Mislej 1727., Robba je preuzeo njegovu radionicu i klijente. Od 1727. njegovi radovi postaju sve bolji, i svjedoče o njegovu većem samopouzdanju i tehničkoj virtuoznosti koja se vidi u snažno izraženim emocionalnim izrazima njegovih skulptura i profinjenim oblicima njegovih kompozicija. Ubrzo je radionica stekla velik ugled kao najbolja u tom dijelu Habsburške Monarhije za izradu mramornih ansambala po sakralnim objektima i bogatim aristokratskim kućama. Njegov talent nije promakao ni visokim crkvenim prelatima, tako ga je ostrogonski nadbiskup Emerik Esterházy toplo preporučio rektoru zagrebačkog jezuitskog samostana - Francescu Saveriju Barci.
Kako je rastao njegov ugled kao umjetnika, istovremeno je rastao i njegov društveni ugled. Usprkos velikim obavezama po Sloveniji, on nije zaboravio Veneciju, jer je gotovo redovno posjećivao svoj rodni grad. Ta putovanja omogućila su mu da ostane u kontaktu s recentnim baroknim kiparstvom Venecije, središnje Italije i Rima.
Pred sam kraj života još uvijek radi i za katedralu u Zagrebu, gdje je i umro 24. siječnja 1757.

## Djela

### Slovenija i Donja Austrija
Njegovo najpoznatije djelo je Fontana triju kranjskih rijeka (Save, Ljubljanice i Krke) na trgu ispred Katedrale sv. Nikole u Ljubljani iz 1751. Na toj tipično barokno dinamičkoj kiparskoj grupi, jasno je vidljiv neposredni utjecaj Berninija i njegove kompozicije Fontana četiriju rijeka na rimskom trgu Piazza Navona. 
Pored tog djela izveo je Narcisovu fontanu, također u Ljubljani. Mramorni oltar s kiparskom kompozicijom za Crkvu sv. Jakoba u Ljubljani (1736.)
Mramorni oltar za crkvu Marijina Navještenja u Ljubljani i kip Svetog Ivana Nepomuka u Klagenfurtu (Austrija).

### Hrvatska
Francesco Robba izveo je 1730. jedini mramorni oltar u Kapeli sv. Ignacija Loyolskoga u jezuitskoj crkvi sv. Katarine u Zagrebu. Po nekim podacima on je i pokopan u kripti crkve.Lijevi kip s tog oltara predstavlja slavnog pariškog profesora Franju Ksavera (1506. – 1552.), kojeg je Ignacije Loyola učinio isusovcem i apostolom Indije i Japana.
Francesco Robba potpisao je ugovor za izradu četiri oltara za zagrebačku katedralu. Danas pouzdano znamo da je izveo oltar Sv. Križa (1756.), koji je za velike neogotičke obnove (1880. – 1906.) katedrale prenesen u Križevce u crkvu sv. Križa. To je njegovo najljepše i najdinamičnije monumentalno djelo u Hrvatskoj. Na tom mramornom oltaru je s jedne strane majstorski isklesano tijelo Krista, a postrance je i velika grupa Žrtve Abrahamove. Ta izrazito dijagonalna kompozicija, sva u pokretu i napetosti.
Djelo Francesca Robbe, ostao je dugo vremena relativno zapostavljeno, zbog toga je u studenom 1998. održan međunarodni simpozij u Ljubljani.

## Vanjske poveznice
- Francesco Robba na portalu Art History in Slovenia
- Francesco Robba na portalu MMC RTV Slovenija